# 梅迈
梅迈（法語：Mesmay，法語發音：[mɛmɛ]）是法国杜省的一个市镇，位于该省西部，卢河右岸，属于贝桑松区。

## 地理
梅迈（47°3'41"N, 5°51'7"E）面积3.11 平方千米，位于法国勃艮第-弗朗什-孔泰大區杜省，该省份为法国东部内陆省份，北起上索恩省，西接汝拉省，东部及东南部与瑞士接壤，东北部与贝尔福地区省接壤。
与梅迈接壤的市镇（或旧市镇、城区）包括：隆巴尔。

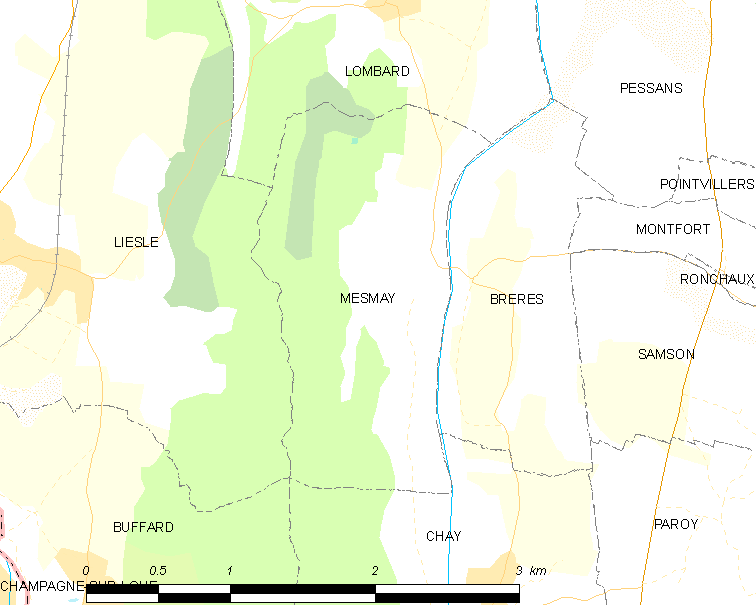
梅迈的OSM定位图

梅迈的时区为UTC+01:00、UTC+02:00（夏令时）。

## 行政
梅迈的邮政编码为25440，INSEE市镇编码为25379。

## 政治
梅迈所属的省级选区为圣维特县。

## 人口

1962-2008年间梅迈人口变化图示

梅迈于2022年1月1日时的人口数量为68人。